# Nederlands landskampioenschap 1922-1923
Al campionato parteciparono quarantatré squadre e il Racing Club Heemstede vinse il titolo.

## Est
|    | Club             | G  | V  | N | P  | GF | GS | Punti | DR  |                                   |
| -- | ---------------- | -- | -- | - | -- | -- | -- | ----- | --- | --------------------------------- |
| 1  | Go Ahead         | 18 | 15 | 3 | 0  | 55 | 9  | 33    | +46 | Qualificata per il gruppo finale. |
| 2  | Heracles         | 18 | 9  | 6 | 3  | 33 | 23 | 24    | +10 |                                   |
| 3  | SC Enschede      | 18 | 8  | 7 | 3  | 38 | 22 | 23    | +16 |                                   |
| 4  | Quick Nijmegen   | 18 | 7  | 5 | 6  | 23 | 21 | 19    | +2  |                                   |
| 5  | Enschedese Boys  | 18 | 8  | 2 | 8  | 28 | 29 | 18    | -1  |                                   |
| 6  | HVV Hengelo      | 18 | 6  | 3 | 9  | 23 | 28 | 15    | -5  |                                   |
| 7  | Koninklijke UD   | 18 | 6  | 3 | 9  | 31 | 39 | 15    | -8  |                                   |
| 8  | ZAC              | 18 | 5  | 2 | 11 | 27 | 35 | 12    | -8  |                                   |
| 9  | TSV Theole       | 18 | 5  | 3 | 10 | 20 | 39 | 13    | -19 |                                   |
| 10 | Be Quick Zutphen | 18 | 4  | 0 | 14 | 14 | 47 | 8     | -33 |                                   |

G = Partite giocate; V = Vittorie; N = Nulle/Pareggi; P = Perse; GF = Goal fatti; GS = Goal subiti; DR = Differenza reti, PT = Punti

## Nord
|    | Club            | G  | V  | N | P  | GF | GS | Punti | DR  |                                   |
| -- | --------------- | -- | -- | - | -- | -- | -- | ----- | --- | --------------------------------- |
| 1  | Be Quick 1887   | 18 | 13 | 3 | 2  | 73 | 22 | 29    | +51 | Qualificata per il gruppo finale. |
| 2  | Velocitas 1897  | 18 | 13 | 0 | 5  | 42 | 19 | 24    | +23 | 2 punti di penalizzazione         |
| 3  | Achilles 1894   | 18 | 9  | 5 | 4  | 39 | 22 | 23    | +17 |                                   |
| 4  | WVV Winschoten  | 18 | 10 | 3 | 5  | 52 | 40 | 23    | +12 |                                   |
| 5  | LAC Frisia 1883 | 18 | 7  | 4 | 7  | 33 | 30 | 18    | +3  |                                   |
| 6  | Upright         | 18 | 6  | 3 | 9  | 18 | 43 | 15    | -25 |                                   |
| 7  | LVV Friesland   | 18 | 6  | 4 | 8  | 26 | 31 | 14    | -5  | 2 punti di penalizzazione         |
| 8  | Veendam         | 18 | 5  | 2 | 11 | 24 | 31 | 12    | -7  |                                   |
| 9  | MVV Alcides     | 18 | 4  | 5 | 9  | 17 | 43 | 11    | -36 | 2 punti di penalizzazione         |
| 10 | GSAVV Forward   | 18 | 2  | 1 | 15 | 12 | 55 | 5     | -43 |                                   |

G = Partite giocate; V = Vittorie; N = Nulle/Pareggi; P = Perse; GF = Goal fatti; GS = Goal subiti; DR = Differenza reti, PT = Punti

## Sud
|    | Club            | G  | V  | N | P  | GF | GS | Punti | DR  |                                   |
| -- | --------------- | -- | -- | - | -- | -- | -- | ----- | --- | --------------------------------- |
| 1  | Willem II       | 20 | 16 | 1 | 3  | 68 | 31 | 33    | +37 | Qualificata per il gruppo finale. |
| 2  | NAC             | 20 | 14 | 1 | 5  | 53 | 31 | 29    | +21 |                                   |
| 3  | FC Eindhoven    | 20 | 10 | 5 | 5  | 42 | 25 | 25    | +17 |                                   |
| 4  | MVV Maastricht  | 20 | 11 | 3 | 6  | 38 | 27 | 25    | +11 |                                   |
| 5  | RKVV Wilhelmina | 20 | 10 | 2 | 8  | 33 | 35 | 22    | -2  |                                   |
| 6  | BVV Den Bosch   | 20 | 9  | 3 | 8  | 48 | 34 | 21    | +14 |                                   |
| 7  | NOAD            | 20 | 5  | 7 | 8  | 26 | 29 | 17    | -3  |                                   |
| 8  | Bredania        | 20 | 6  | 4 | 10 | 27 | 27 | 16    | 0   |                                   |
| 9  | SV DOSKO        | 20 | 6  | 0 | 14 | 19 | 54 | 12    | -35 |                                   |
| 10 | PSV             | 20 | 4  | 3 | 13 | 29 | 49 | 11    | -20 |                                   |
| 11 | CVV Velocitas   | 20 | 4  | 1 | 15 | 24 | 65 | 9     | -41 |                                   |

G = Partite giocate; V = Vittorie; N = Nulle/Pareggi; P = Perse; GF = Goal fatti; GS = Goal subiti; DR = Differenza reti, PT = Punti

## Ovest
|    | Club                | G  | V  | N  | P  | GF | GS | Punti | DR  |                                   |
| -- | ------------------- | -- | -- | -- | -- | -- | -- | ----- | --- | --------------------------------- |
| 1  | RCH                 | 22 | 9  | 11 | 2  | 38 | 21 | 29    | +17 | Qualificata per il gruppo finale. |
| 2  | Blauw-Wit Amsterdam | 22 | 11 | 5  | 6  | 41 | 31 | 27    | +10 |                                   |
| 3  | Feyenoord           | 22 | 10 | 5  | 7  | 47 | 33 | 25    | +14 |                                   |
| 4  | HBS Craeyenhout     | 22 | 8  | 8  | 6  | 24 | 24 | 24    | 0   |                                   |
| 5  | Ajax                | 22 | 9  | 5  | 8  | 32 | 27 | 23    | +5  |                                   |
| 6  | VOC                 | 22 | 9  | 4  | 9  | 41 | 36 | 22    | +5  |                                   |
| 7  | HFC Haarlem         | 22 | 9  | 3  | 10 | 43 | 45 | 21    | -2  |                                   |
| 8  | Sparta Rotterdam    | 22 | 8  | 4  | 10 | 28 | 34 | 20    | -6  |                                   |
| 9  | DFC                 | 22 | 8  | 3  | 11 | 38 | 41 | 19    | -3  |                                   |
| 10 | HC & CV Quick       | 22 | 6  | 7  | 9  | 24 | 31 | 19    | -7  |                                   |
| 11 | HVV Den Haag        | 22 | 8  | 3  | 11 | 34 | 45 | 19    | -11 |                                   |
| 12 | UVV Utrecht         | 22 | 5  | 6  | 11 | 20 | 42 | 16    | -22 |                                   |

G = Partite giocate; V = Vittorie; N = Nulle/Pareggi; P = Perse; GF = Goal fatti; GS = Goal subiti; DR = Differenza reti, PT = Punti

## Gruppo finale per il titolo
|   | Club          | G | V | N | P | GF | GS | Punti | DR |                            |
| - | ------------- | - | - | - | - | -- | -- | ----- | -- | -------------------------- |
| 1 | RCH           | 6 | 4 | 0 | 2 | 16 | 11 | 8     | +5 |                            |
| 2 | Be Quick 1887 | 6 | 2 | 1 | 3 | 9  | 8  | 5     | +1 |                            |
| 3 | Go Ahead      | 6 | 2 | 1 | 3 | 4  | 8  | 5     | -4 |                            |
| 4 | Willem II     | 6 | 3 | 0 | 3 | 12 | 14 | 4     | -2 | 2 punti di penalizzazione. |

G = Partite giocate; V = Vittorie; N = Nulle/Pareggi; P = Perse; GF = Goal fatti; GS = Goal subiti; DR = Differenza reti, PT = Punti